# Luigi II Gonzaga
Luigi II Gonzaga (Castiglione delle Stiviere, 18 novembre 1680 – Venezia, 7 novembre 1746) è stato un nobile italiano, pretendente principe di Castiglione.

## Biografia

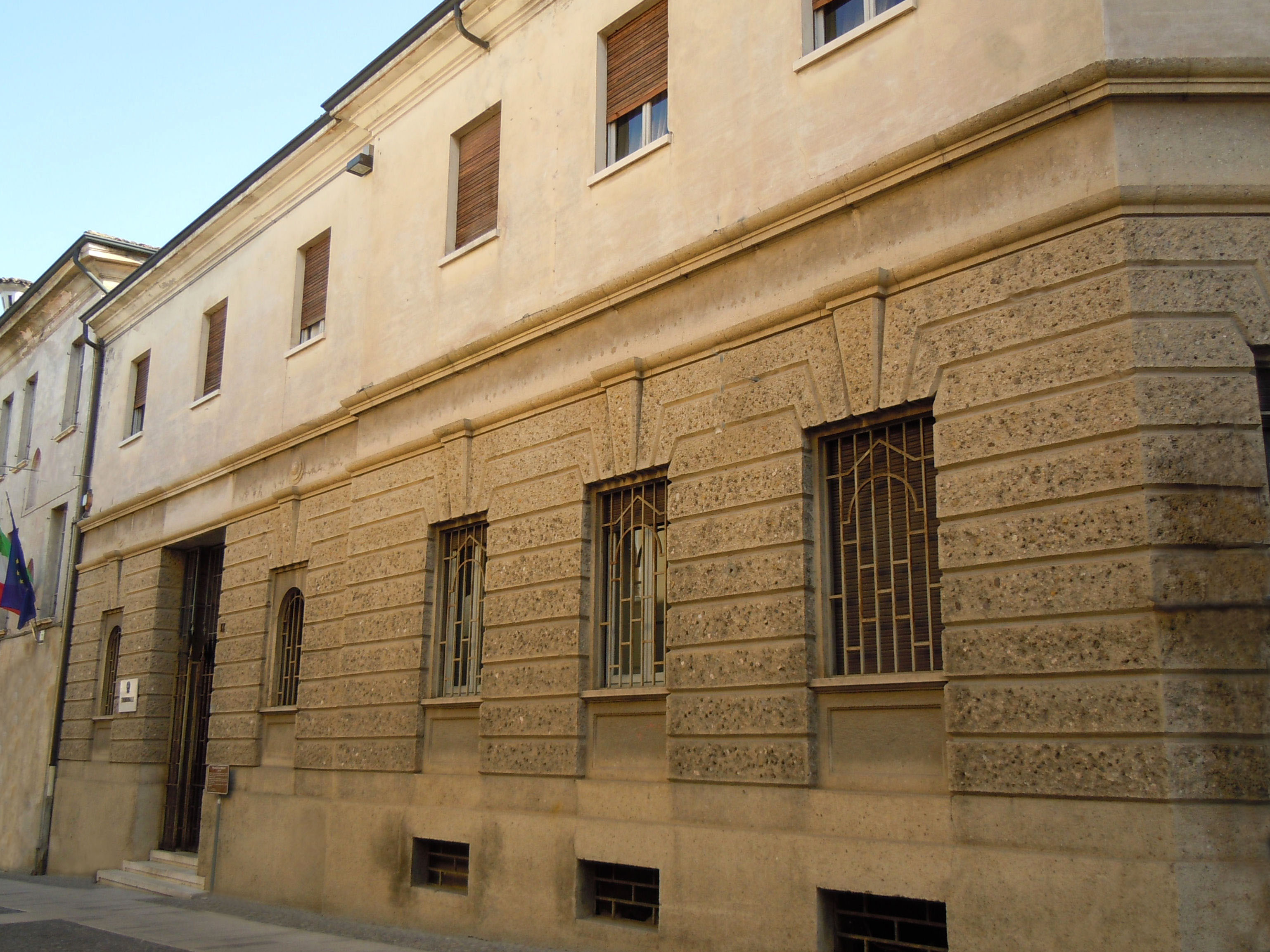
Castiglione delle Stiviere, Palazzo del Principe.

Figlio primogenito di Ferdinando II Gonzaga e di Laura Pico della Mirandola, Luigi visse per molto tempo in Spagna.
Quando le truppe francesi presero possesso di Castiglione e successivamente i tedeschi,  nel 1701 che saccheggiarono e vessarono la città il padre Ferdinando riparò a Milano. Nel 1702 la zona fu nuovamente occupata da parte dei francesi fino nel 1706, anno in cui Castiglione fu bombardata dall'artiglieria tedesca. Il 21 gennaio 1707 l'ultimo duca di Mantova Ferdinando Carlo fuggì a Venezia e fu raggiunto da Ferdinando II, sulle cui teste gravava l'accusa di fellonia. Il 13 marzo dello stesso anno a Milano fu firmato il trattato che prevedeva la cessione del ducato di Mantova sotto l'autorità dell'imperatore Giuseppe I. Ferdinando fu spogliato dei suoi beni e trascorse gli ultimi anni di vita nell'indigenza a Venezia, dove morì nel 1723.

Con l'uscita di scena di Ferdinando II terminò la sovranità dei Gonzaga su Castiglione durata per tre secoli.
Luigi cercò di avanzare diritti sulla successione al Principato di Castiglione.

## Discendenza
Luigi sposò Anna Anguissola nel 1715 ed ebbero tre figli:
- Leopoldo (1716-1760), principe di Solferino, sposò Elena Medin ed ebbero due figli, Laura e Luigi III;
- Carlo (?-1733), religioso;
- Elisabetta (1728-?), sposò Bartolomeo Violini.

## Ascendenza
|                                    |                                  |                                   | Genitori                   |  |  | Nonni |  |  | Bisnonni           |  |  | Trisnonni        |  |
|                                    |                                  |                                   |                            |  |  |       |  |  | Cristierno Gonzaga |  |  | Ferrante Gonzaga |  |
|                                    |                                  |                                   |                            |  |  |       |  |  | Cristierno Gonzaga |  |  | Ferrante Gonzaga |  |
|                                    |                                  | Marta Tana                        |                            |  |  |       |  |  | Cristierno Gonzaga |  |  |                  |  |
| Carlo Gonzaga                      |                                  |                                   |                            |  |  |       |  |  | Cristierno Gonzaga |  |  |                  |  |
|                                    |                                  | Marcella Malaspina                | Alfonso Malaspina          |  |  |       |  |  |                    |  |  |                  |  |
|                                    |                                  | Marcella Malaspina                | Alfonso Malaspina          |  |  |       |  |  |                    |  |  |                  |  |
|                                    |                                  | Marcella Malaspina                | Ginevra Marioni            |  |  |       |  |  |                    |  |  |                  |  |
| Ferdinando II Gonzaga              |                                  | Marcella Malaspina                |                            |  |  |       |  |  |                    |  |  |                  |  |
|                                    |                                  | Lelio Martinengo                  | …                          |  |  |       |  |  |                    |  |  |                  |  |
|                                    |                                  | Lelio Martinengo                  | …                          |  |  |       |  |  |                    |  |  |                  |  |
|                                    |                                  | Lelio Martinengo                  | …                          |  |  |       |  |  |                    |  |  |                  |  |
| Isabella Martinengo                |                                  | Lelio Martinengo                  |                            |  |  |       |  |  |                    |  |  |                  |  |
|                                    |                                  | Elena Furietti                    | …                          |  |  |       |  |  |                    |  |  |                  |  |
|                                    |                                  | Elena Furietti                    | …                          |  |  |       |  |  |                    |  |  |                  |  |
|                                    |                                  | Elena Furietti                    | …                          |  |  |       |  |  |                    |  |  |                  |  |
| Luigi II Gonzaga                   |                                  | Elena Furietti                    |                            |  |  |       |  |  |                    |  |  |                  |  |
|                                    | Galeotto IV Pico della Mirandola | Alessandro I Pico della Mirandola |                            |  |  |       |  |  |                    |  |  |                  |  |
|                                    | Galeotto IV Pico della Mirandola | Alessandro I Pico della Mirandola |                            |  |  |       |  |  |                    |  |  |                  |  |
|                                    | Galeotto IV Pico della Mirandola | Eleonora Segni                    |                            |  |  |       |  |  |                    |  |  |                  |  |
| Alessandro II Pico della Mirandola | Galeotto IV Pico della Mirandola |                                   |                            |  |  |       |  |  |                    |  |  |                  |  |
|                                    |                                  | Maria Cybo-Malaspina              | Carlo I Cybo-Malaspina     |  |  |       |  |  |                    |  |  |                  |  |
|                                    |                                  | Maria Cybo-Malaspina              | Carlo I Cybo-Malaspina     |  |  |       |  |  |                    |  |  |                  |  |
|                                    |                                  | Maria Cybo-Malaspina              | Brigida Spinola            |  |  |       |  |  |                    |  |  |                  |  |
| Laura Pico della Mirandola         |                                  | Maria Cybo-Malaspina              |                            |  |  |       |  |  |                    |  |  |                  |  |
|                                    |                                  | Alfonso III d'Este                | Cesare d'Este              |  |  |       |  |  |                    |  |  |                  |  |
|                                    |                                  | Alfonso III d'Este                | Cesare d'Este              |  |  |       |  |  |                    |  |  |                  |  |
|                                    |                                  | Alfonso III d'Este                | Virginia de' Medici        |  |  |       |  |  |                    |  |  |                  |  |
| Anna Beatrice d'Este               |                                  | Alfonso III d'Este                |                            |  |  |       |  |  |                    |  |  |                  |  |
|                                    |                                  | Isabella di Savoia                | Carlo Emanuele I di Savoia |  |  |       |  |  |                    |  |  |                  |  |
|                                    |                                  | Isabella di Savoia                | Carlo Emanuele I di Savoia |  |  |       |  |  |                    |  |  |                  |  |
|                                    |                                  | Isabella di Savoia                | Caterina Michela d'Asburgo |  |  |       |  |  |                    |  |  |                  |  |
|                                    |                                  | Isabella di Savoia                |                            |  |  |       |  |  |                    |  |  |                  |  |